# CD20

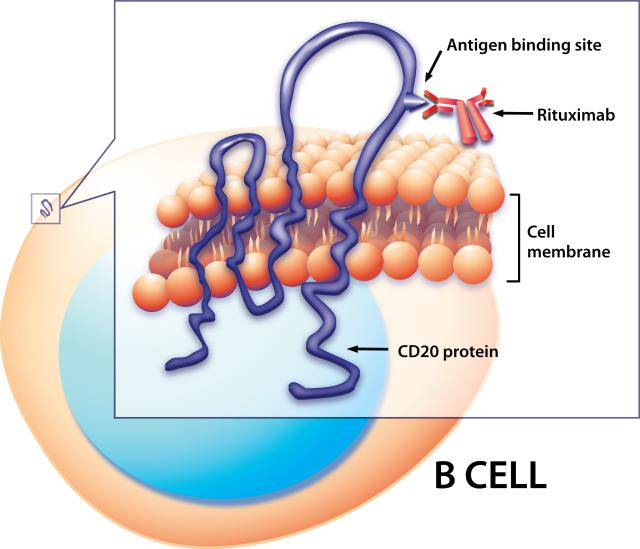
Protéine CD20 - interaction avec le rituximab

L'antigène CD20 est une protéine de type classe de différenciation présent à la surface des lymphocytes B, codée par le gène MS4A1 situé sur le chromosome 11 humain.
Cette protéine joue un rôle dans la maturation des lymphocytes B.

## Structure
La protéine CD20 possède 3 isoformes, de poids moléculaire égal à 33, 35 et 37 kDa. C'est une phosphoprotéine possédant 4 domaines transmembranaires et une extrémité C-terminale intracytoplasmique. Elle agit comme un canal ionique.

## Localisation
On retrouve le CD20 à la surface des cellules pré-B, B matures et immatures. Il est toutefois absent des lymphocytes B activés différenciés en plasmocytes.

## Importance en médecine
Cet antigène permet notamment l'identification et la numération des lymphocytes B, grâce à l'utilisation de techniques d'immuno-marquage.
Le CD20 est exprimé dans les lymphomes à cellules B, la leucémie à tricholeucocytes, la leucémie lymphoïde chronique à cellules B, les mycosis fongoïde transformés  et les cellules souches du mélanome.
Il existe plusieurs anticorps monoclonaux ciblant différents sites (épitopes) du CD20 et pouvant expliquer des différences d'activité.
Le rituximab et ofatumumab sont utilisés avec succès dans le traitement des lymphomes non Hodgkiniens et de la leucémie lymphoïde chronique, ainsi que pour certaines maladies auto-inflammatoires sévères. Des méta-analyses ont montré un allongement statistiquement significatif de la survie globale chez les patients atteints de leucémie lymphoïde chronique traités avec ces anticorps en plus de la chimiothérapie classique. Ces anticorps agissent par l'induction d'une cytotoxicité dépendante du complément ainsi que d'une cytotoxicité à médiation cellulaire dépendante des anticorps.
D'autres anticorps anti-CD20 sont en cours de tests dans d'autres maladies : le tositumomab, l'obinutuzumab, l'ocrelizumab et l'ublituximab.
Le glofitamab se fixe en même temps sur les lymphocytes T cytotoxiques de type CD3 et sur les lymphocytes B de type CD20 et est actif dans certaines formes de lymphome diffus à grandes cellules B